# Helston
Helston (in lingua cornica Hellys o Henlys) è un comune in Cornovaglia, nel Regno Unito, sulla punta nord-ovest della Penisola di Lizard. È il comune più meridionale della Gran Bretagna.

## Storia
L'ex cittadina mineraria è famosa per la tradizionale Furry Dance, che risale al XVII secolo,  ed è la sede del Flambards Theme Park.

## Geografia fisica
Helston è sita lungo le sponde del fiume Cober in Cornovaglia. Era un borgo mercatale con accesso al mare. Comunque questo accesso fu bloccato quando l'insenatura venne bloccata da una lingua di sabbia (il Loe Bar) dando origine al più grande lago naturale della Cornovaglia, meglio noto come il Loe Pool. Questo fatto, sebbene abbia inciso sull'economia della città, non l'ha tuttavia distrutta e la città ha continuato a prosperare negli ultimi anni grazie ai proventi industriali delle miniere di alluminio e della zecca. In tempi più recenti la cittadina è diventata più orientata al turismo con l'apertura di molti bed and breakfast e di diversi negozi. I turisti sono attratti dalla zona per i meravigliosi scenari delle camminate di Penrose e per le vacanze-relax che si possono fare nella zona. Il mare è ad appena 7 km, nella meravigliosa frazione di Porthleven. La città prospera inoltre grazie allo sviluppo costante e all'espansione urbanistica. È presente una scuola secondaria principale e tre scuole primarie locali. Sono presenti parecchie chiese quali la St. Michael's Church, una magnifica chiesa antica con rosoni e un campanile di dimensioni considerevoli.

## Economia

### Turismo
Molte persone arrivano in città in seguito all'insediamento della base aeronavale di Culdrose. Questa base aerea offre lavoro ad un'alta percentuale della popolazione di Helston e ha contribuito parecchio alla comunità e all'atmosfera di Helston.

## Infrastrutture e trasporti
Helston gode di una buona rete di trasporti, non è lontana dalla strada principale e dai collegamenti ferroviari e l'aeroporto più vicino è a Newquay.

## Amministrazione

### Gemellaggi
- Plougasnou
- Sasso Marconi